# Зорница Костова
Зорница Димова Костова е българска баскетболистка.
Родена е на 12 август 1982 г. в Бургас. Висока е 1,75 м. Състезава се в Националната баскетболна лига. До 2008 г. е носила екипа само на бургаския Лукойл Нефтохимик, на който е била и капитан, преминава в отбора на Дунав Еконт Експрес, а след това в „Берое“ – Стара Загора.
Една от най-красивите и чаровни български баскетболистки.

## Биография
За баскетбола я запалва естествено баща ѝ, прочутия баскетболист от недалечното минало Димо Костов, който е и неин треньор в „Лукойл Нефтохимик“. Израства в залата около него, докато той се състезава.
Завършва Великотърновския университет „Св.св. Кирил и Методий“, специалност „Педагогика на обучението по физическо възпитание“.
Изключително талантлива и амбициозна баскетболистка. Плеймейкър е, но може да играе и като атакуващ гард. Любимият ѝ номер е 6. Майстор на 3-те точки. Всяка нейна тройка предизвиква фурор сред публиката.
Участва във всички формации на националните гарнитури на страната. От 2000 г. играе в националния отбор на България по баскетбол.
Понастоящем Зорница е треньор на децата от клуб „Черноморец 2014“ в Бургас.

## Кариера
Състезателка на Берое (Стара Загора) от сезон 2016/17. Дотогава е плеймейкър и капитан на женския отбор на „Дунав 8806“, чиито състезателки носят прозвището „сините феи“.
- „Лукойл Нефтохимик“ (Бургас) – (2000 – 2008)
- „Дунав Еконт Експрес“ (Русе) – (2008 – 2010)
- „Дунав 8806“ (Русе) – (2010 – 2016)
- „Берое“ (Стара Загора) – (2016 – 2017)
- „Хасково“ – (2017 – ???)

## Успехи и награди
„Лукойл Нефтохимик“ (Бургас):
- Шампион на България (2): – 2004 – 2005, 2005 – 2006
- Вицешампион на България (2): – 2006 – 2007, 2007 – 2008
- 3 място в шампионата на България (3): – 2001 – 2002, 2002 – 2003, 2003 – 2004
- Носител на Купата на България (4): – 2003 – 2004, 2004 – 2005, 2005 – 2006, 2007 – 2008
- Финалист за Купата на България (2): – 2002 – 2003, 2006 – 2007
- 3 място за Купата на България (1) – 2001 – 2002

 „Дунав Еконт Експрес“ (Русе):
- 1/4 финал на Юрокъп – 2009 – 2010
- Вицешампион на България (1): – 2008 – 2009
- Носител на Купата на България (1): – 2009 – 2010,
- Финалист за Купата на България (2): – 2007 – 2008, 2008 – 2009

 „Дунав 8806“ (Русе):
- Шампион на България (4): – 2011 – 2012, 2012 – 2013, 2013 – 2014, 2014 – 2015
- 3 място в шампионата на България (2): – 2010 – 2011, 2015 – 2016
- Носител на Купата на България (3): – 2010 – 2011, 2011 – 2012, 2012 – 2013
- 3 място за Купата на България (3): – 2013 – 2014, 2014 – 2015, 2015 – 2016

 „Берое“ (Стара Загора):
- 3 място в шампионата на България (1): 2016 – 2017
- 3 място за Купата на България (1): – 2016 – 2017
- Финалист в Адриатическата лига (1): 2016 –

- В десятката на най-добрите български баскетболистки на десетилетието по случай честването на 100-годишния юбилей на българския баскетбол, 2019